# Zhou Fangyu
Zhou Fangyu (chiń. upr. 周芳羽; chiń. trad. 周芳羽; pinyin Zhōu Fāngyǔ; ur. 28 grudnia 2003) – chińska skoczkini narciarska. Zdobywczyni złotego medalu w konkursie drużynowym oraz brązowego w rywalizacji indywidualnej w ramach Mistrzostw Chin w Skokach Narciarskich 2019. W tym samym roku wywalczyła również srebro indywidualnie podczas letniego czempionatu.

## Przebieg kariery
Swój pierwszy start w międzynarodowych zawodach zaliczyła 19 stycznia 2019 roku występem w konkursie drużynowym Pucharu Świata w Zaō, gdzie wraz z Ma Tong, Li Xueyao i Wang Sijią zajęła ósme miejsce zapewniając sobie prawo startu występu w konkursie indywidualnym, w którym wystartowała następnego dnia. Zajęła wówczas czterdzieste drugie miejsce. Następnego tygodnia wzięła udział w zawodach w Râșnovie dwukrotnie zajmując trzydzieste dziewiąte miejsce. Startowała jeszcze w kwalifikacjach do konkursów w Hinzenbach, lecz nie zdołała wywalczyć awansu do żadnego z nich.
Na początku sierpnia 2019 roku wzięła udział w zawodach FIS Cup w Ljubnie. Pierwszy konkurs zakończyła na miejscu w czwartej dziesiątce stawki, zaś drugi już na miejscu szesnastym, przy czym zdobyła punkty do klasyfikacji generalnej cyklu. Kolejny jej start miał miejsce w Szczyrku w ramach Letniego Pucharu Kontynentalnego parę dni po zawodach w Słowenii. Oba te konkursy zakończyła na przełomie drugiej i trzeciej dziesiątki zawodów.
W połowie miesiąca wystartowała w kwalifikacjach do finałowego konkursu Letniego Grand Prix we Frenštácie, które zakończyła na czterdziestym czwartym miejscu.

## Mistrzostwa świata juniorów
| Miejsce | Dzień   | Rok  | Miejscowość    | Skocznia            | Punkt K | HS     | Konkurs | Skok 1 | Skok 2 | Nota      | Strata   | Zwycięzca     |
| ------- | ------- | ---- | -------------- | ------------------- | ------- | ------ | ------- | ------ | ------ | --------- | -------- | ------------- |
| 16.     | 5 marca | 2020 | Oberwiesenthal | Fichtelbergschanzen | K-95    | HS-105 | ind.    | 94,5 m | 91,0 m | 162,2 pkt | 76,7 pkt | Marita Kramer |

## Igrzyska olimpijskie młodzieży
| Miejsce | Dzień       | Rok  | Miejscowość | Skocznia   | Punkt K | HS    | Konkurs | Skok 1 | Skok 2 | Nota      | Strata   | Zwycięzca      |
| ------- | ----------- | ---- | ----------- | ---------- | ------- | ----- | ------- | ------ | ------ | --------- | -------- | -------------- |
| 10.     | 19 stycznia | 2020 | Prémanon    | Les Tuffes | K-81    | HS-90 | ind.    | 77,0 m | 81,0 m | 183,8 pkt | 45,8 pkt | Anna Szpyniowa |

## Puchar Świata

### Miejsca w poszczególnych konkursachPucharu Świata
stan po zakończeniu sezonu 2020/2021
| Sezon 2018/2019                                                                                      |             |             |          |          |         |         |        |        |            |            |            |            |        |             |             |            |        |             |           |             |             |             |             |        |        |        |        |        |        |        |        |        |        |        |
| Lillehammer                                                                                          | Lillehammer | Lillehammer | Prémanon | Prémanon | Sapporo | Sapporo | Zaō    | Zaō    | Râșnov     | Râșnov     | Hinzenbach | Hinzenbach | Ljubno | Ljubno      | Oberstdorf  | Oberstdorf | Oslo   | Lillehammer | Trondheim | Niżny Tagił | Niżny Tagił | Czajkowskij | Czajkowskij | punkty |        |        |        |        |        |        |        |        |        |        |
| - | -           | -           | -        | -        | -       | -       | -      | 42     | 39         | 39         | q          | q          | -      | -           | -           | -          | -      | -           | -         | -           | -           | -           | -           | 0      |        |        |        |        |        |        |        |        |        |        |
| Sezon 2019/2020                                                                                      |             |             |          |          |         |         |        |        |            |            |            |            |        |             |             |            |        |             |           |             |             |             |             |        |        |        |        |        |        |        |        |        |        |        |
| Lillehammer                                                                                          | Lillehammer | Klingenthal | Sapporo  | Sapporo  | Zaō     | Zaō     | Râșnov | Râșnov | Oberstdorf | Oberstdorf | Hinzenbach | Hinzenbach | Ljubno | Lillehammer | Lillehammer | punkty     | punkty | punkty      | punkty    | punkty      | punkty      | punkty      | punkty      | punkty | punkty | punkty | punkty | punkty | punkty | punkty | punkty | punkty | punkty | punkty |
| - | -           | -           | -        | -        | -       | -       | q      | q      | -          | -          | -          | -          | q      | -           | -           | 0          | 0      | 0           | 0         | 0           | 0           | 0           | 0           | 0      | 0      | 0      | 0      | 0      | 0      | 0      | 0      | 0      | 0      | 0      |
| Legenda                                                                                              |             |             |          |          |         |         |        |        |            |            |            |            |        |             |             |            |        |             |           |             |             |             |             |        |        |        |        |        |        |        |        |        |        |        |
| 1 2 3 4-10 11-30 poniżej 30 q – zawodniczka nie zakwalifikowała się - – zawodniczka nie wystartowała |             |             |          |          |         |         |        |        |            |            |            |            |        |             |             |            |        |             |           |             |             |             |             |        |        |        |        |        |        |        |        |        |        |        |

## Letnie Grand Prix

### Miejsca w poszczególnych konkursachLGP
stan po zakończeniu LGP 2020
| 2019                                                                                                 |                  |                |        |
| Hinterzarten 26.07                                                                                   | Courchevel 09.08 | Frenštát 18.08 | punkty |
| - | -                | q              | 0      |
| Legenda                                                                                              |                  |                |        |
| 1 2 3 4-10 11-30 poniżej 30 q – zawodniczka nie zakwalifikowała się - – zawodniczka nie wystartowała |                  |                |        |

## Letni Puchar Kontynentalny

### Miejsca w klasyfikacji generalnej
| Sezon | Miejsce |
| ----- | ------- |
| 2019  | 62.     |

### Miejsca w poszczególnych konkursachLetniego Pucharu Kontynentalnego
stan po zakończeniu sezonu letniego 2020
| 2019                                                         |             |         |         |             |       |       |        |
| Szczuczyńsk                                                  | Szczuczyńsk | Szczyrk | Szczyrk | Lillehammer | Stams | Stams | punkty |
| -                                                            | -           | 24      | 18      | -           | -     | -     | 20     |
| Legenda                                                      |             |         |         |             |       |       |        |
| 1 2 3 4-10 11-30 poniżej 30 - − zawodniczka nie wystartowała |             |         |         |             |       |       |        |

## FIS Cup

### Miejsca w klasyfikacji generalnej
| Sezon     | Miejsce |
| --------- | ------- |
| 2019/2020 | 95.     |

### Miejsca w poszczególnych konkursachFIS Cup
stan po zakończeniu sezonu 2020/2021
| Sezon 2019/2020                                              |         |             |             |        |        |        |        |         |         |                |                |           |           |         |         |        |
| Szczyrk                                                      | Szczyrk | Szczuczyńsk | Szczuczyńsk | Ljubno | Ljubno | Râșnov | Râșnov | Villach | Villach | Oberwiesenthal | Oberwiesenthal | Rastbüchl | Rastbüchl | Villach | Villach | punkty |
| -                                                            | -       | -           | -           | 32     | 16     | -      | -      | -       | -       | -              | -              | -         | -         | -       | -       | 15     |
| Legenda                                                      |         |             |             |        |        |        |        |         |         |                |                |           |           |         |         |        |
| 1 2 3 4-10 11-30 poniżej 30 - − zawodniczka nie wystartowała |         |             |             |        |        |        |        |         |         |                |                |           |           |         |         |        |